# Kanton Pessac-1
Kanton Pessac-1 (fr. Canton de Pessac-1) je francouzský kanton v departementu Gironde v regionu Akvitánie. Tvoří ho část obce Pessac.